# Фестивал за независимо кино So Independent
Фестивалът за независимо кино „So Independent“ е единствен в Югоизточна Европа, който с 2 ежегодни издания в Ню Йорк и София носи съвременните световни тенденции и същевременно представя новото в българското кино на света.
Мисията на фестивала е да установи културна връзка между България и Америка, да подпомогне обмена на професионализъм и работа във филмовите продукции, да популяризира българската култура в САЩ и независимата американска култура в България.
Инициатор и организатор на Фестивала So Independent е Жана Караиванова, популярна през 1980-те и 1990-те години актриса от трупата на Народния театър „Иван Вазов“, с участие в 17 игрални филма в биографията си. От 1994 г. тя живее в Ню Йорк и в София. Отначало тя създава Фестивал на българското кино в Манхатън, който през февруари 2013 г. има 9-о издание, както и издание в Сан Франциско. Пред 2010 г. създава Фестивала за независимо американско кино в София. Сега фестивалът So Independent всяка година има 2 издания – в Ню Йорк и София.

## Мисия
| „ | Мисията ни е да установим културна връзка между България и Америка, да подпомогнем обмена на професионализъм и работа във филмовите продукции, да популяризира българската култура в САЩ и независимата американска култура в България, | “ |

 така описва амбицията и плановете си Жана Караиванова.
Тя напомня, че 
| „ | независимите филми - най-живото и истинско кино, идват по-трудно в Европа, защото разпространителите не искат да поемат рисковете. | “ |

So Independent е възможност да се покажат в България стойностни и различни американски филми. Целта е да се запълни една ниша и да се разшири кръгозорът на разпространителите.
| „ | Независимото кино се прави от най-добрите. То е бягството на таланти като Скорсезе, Коен, Клуни и Пит. За тях е чест да снимат по-различни филми. Независимите филми не са ъндърграунд. Това са продукции, реализирани извън големите студия, по проект на независими продуцентски къщи и без творчески ограничения. Самите филми, необременени от комерсиалната рамка, са страшно разнообразни и интересни и създават много вярна и любопитна представа за Америка и нейната култура, | “ |

 казва още Караиванова.
Фестивалите се организират от „Юнайтед арт“ с изключителното съдействие на Фондация „Америка за България“ и с подкрепата на Националния филмов център и други спомоществователи.

## История

### Първо издание
Първият Фестивал за независимо кино So Independent се провежда в София в края на октомври и началото на ноември 2010 г. Заглавията в програмата са програмирани в три категории – игрални, документални и късометражни. Много от тях са представяни и награждавани на фестивалите "Сънданс“ и "Трайбека“ и са подбрани със съдействието на селекционери от "Сънданс инститют“. Повечето филми са произведени през 2010 г. Сред тях е предизвикалият фурор на наградите "Оскар“ "Войната е опиат“ (The Hurt Locker) на Катрин Бигълоу, както и „Сериозен човек“ (A Serious Man) на Итън и Джоел Коен. Показани са също „Вой“ (Howl) на Роб Епстийн и Джефри Фридман с Джеймс Франко, „Полова сряда“ (Humpday) на Лин Шелтън, „Самоубийци: Любовна история“ (Wristcutters: A Love Story) на Горан Джукич и др. Сред документалните заглавия са „Пиано блус“ (Piano Blues) на Клинт Истууд, „Септемврийският брой“ (The September Issue) на Р. Дж. Кътлър с Ана Уинтур, Грейс Кодингтън и Жан-Пол Готие, „Пътешествие с Мартин Скорсезе през американското кино“ (A Personal Journey with Martin Scorsese trough the American Movies) и др.

### Второ издание
Вторият фестивал за независимо кино So Independent се провежда от 27 октомври до 6 ноември 2011 г. Показани са 22 филма, подбрани от селекциите на кинофестивалите в Кан, Торонто, от Берлинале, Трайбека и Сънданс. Откриването е с „Конспираторът“ на Робърт Редфорд в присъствието на сценариста на филма Джеймс Соломон и сценографа Калина Иванов. Сред игралните филми са „Бобърът“ на Джоди Фостър с Мел Гибсън, „Заешка дупка“ с Никол Кидман и „Мамут“ на Лукас Мудисон с Гаел Гарсия Бернал. Документалната програма е с фокус политика и архитектура. Във „Вътрешна афера“ Мат Деймън влиза в ролята на гид, който търси корените на кризата, „Рейгън“ - непозната биография на бившия президент, „Усили звука до край“ за Джими Пейдж, „Скиците на Франк Гери“, режисиран от Сидни Полак. Сред филмите е и „Писмо до Елиа" - изповед на Мартин Скорсезе за учителя му по кино Елия Казан. В рамките на фестивала майсторски класове имат сценографката от български произход Калина Иванов („Мис Слънчице“), Пер Саари, продуцент на Никол Кидман, и Кенет Тюран, водещ критик на в. „Лос Анджелис Таймс“.

### Трето издание
Третият фестивал за независимо кино So Independent е открит в „Синема сити“ в София на 25 октомври и продължава до 4 ноември 2012 г. В програмата са включени 45 филма – игрални и документални. За първи път има и ретроспективна секция „Майстори на независимото кино“. На откриването е показан „Сеанси“ (The Sessions) на Бен Люин с Джон Хоукс и Хелън Хънт, а в прогламата са „Зверовeте на дивия юг” (Beasts of the Southern Wild) на Бен Зайтлин, „Албърт Нобс“ (Albert Nobbs) на Родриго Гарсия с Глен Клоуз, „Някъде“ (Somewhere) на София Копола, „Дневникът на едно пиянде“ (The Rum Diary) на Брус Робинсън с Джони Деп и др. В документалната програма са „Боби Фишер срещу свeтa“ (Bobby Fischer Against the World), „Марина Абрамович: Артистът присъства“ (Marina Abramovic: The Artist is Present), „Куийн: Дните от живота ни (Queen: Days оf Our Lives), „Роман Полански: Филмов мемоар“ (Roman Polanski: A Film Memoir) и др.

### Четвърто издание
Четвъртият фестивал за независимо кино So Independent се провежда в София между 24 октомври и 3 ноември 2013 г. Сред гостите на това издание са Лорън Хамъндс (управител на Tribeca Cinemas и член на селекционната комисия на Tribeca Film Festival), Алекс Смит (режисьор, продуцент и сценарист на игралния филм „Ледена кръв“), както и успели българи в САЩ: аниматорът-илюстратор от Лос Анджелис Владимир Тодоров, аниматорът-автор на визуални ефекти и дизайн в Холивуд Любомир Христов, генералният директор на нюйоркския клон на Армани и преподавател по маркетинг в Нюйоркския университет Вени Венциславова.